# Casa Escolà (Algerri)
Casa Escolà és una casa d'Algerri (Noguera) inclosa a l'Inventari del Patrimoni Arquitectònic de Catalunya.

## Descripció
La casa Escolà està ubicada al centre de la vila d'Algerri, propera a l'ajuntament i l'església de la purificació de la Mare de Déu. Es tracta d'un edifici entre mitgeres, al carrer Carnisseries número 3, consistent en una casa unifamiliar de pisos amb un àmbit al darrere de magatzem i aparcament de maquinària que dona al carrer de la Palma.
La façana principal, molt àmplia, compta amb un portal adovellat de mig punt. Les dovelles són homogènies i grans, de sòl fins a la clau, on s'hi observa un escut familiar. A la planta baixa s'hi observen tres petites obertures quadrangulars. El primer pis, aparentment de notable alçada compta amb tres grans balconades i una petita finestra quadrada. El segon pis compta amb un conjunt de quatre petites finestres ben espaiades. Previsiblement es compti amb un darrer pis o golfes que no s'ha pogut definir.
L'edifici es troba actualment totalment arrebossat i repintat per la qual cosa no es pot observar la presència de trets arquitectònics anteriors o amortitzats.
Segons l'ajuntament de la vila d'Algerri, a data de realització d'aquesta fitxa la casa resta deshabitada.

## Història
Les notícies directes sobre aquesta casa són ben minses. Segons Francesc Gurri en la data de construcció de la casa, aquesta era propietat de Francesc Folguera, que tenia títol d'inquisidor, i Teresa Escolà.